# Стівен Бойд
Стівен Бойд (англ. Stephen Boyd; 4 липня 1931 — 2 червня 1977) — ірландський актор, найбільш відомий за роллю Мессали у фільмі «Бен-Гур» (1959).

## Біографія
Стівен Бойд народився в протестантській родині в Гленгормлі, графство Антрім, Північна Ірландія і при народженні отримав ім'я Вільям Міллар. Він був одним з дев'яти братів і сестер. Його батьками були березня Бойд і Джеймс Олександр Міллар, водій вантажівки канадського походження. Здобував освіту в Glengormley & Ballyrobert primary school і Ballyclare High School, після чого вступив на бухгалтерський облік в Hughes Commercial Academy.
Бойд працював у страховій фірмі, одночасно займаючись в театральній трупі. Приєднався до Ulster Theatre, в якому протягом трьох років зіграв кілька ролей. Відправився до Лондона як дублер у п'єсі The Passing Day. У британській столиці сильно захворів, в результаті чого йому довелося припинити участь у виставах. Бойд працював вуличним музикантом і швейцаром в театрі «Одеон». Там його і побачив актор сер Майкл Редгрейв, запропонувавши йому роботу. Він півтора року грав у телепостановках BBC. У 1956 році підписав семирічний контракт з кіностудією 20th Century Fox. Незабаром від продюсера Олександри Корди дав йому першу велику роль у кіно — ірландського шпигуна в стрічці Рональда Німа «Людина, якої ніколи не було» (1956, номінація на премію BAFTA). За ним пішов французький фільм «Ювеліри місячного світла» (1958) з Бріжіт Бардо у головній ролі.
Бойд відправляється в Голлівуд, де його першими кінокартинами стали вестерн «Бравадос» (1958) і комедія «Найкраще» (1959). Всесвітню популярність йому принесла роль Мессали у фільмі «Бен-Гур» (1959). За неї він отримав премію «Золотий глобус» за найкращу чоловічу роль другого плану — Кінофільм, але, на подив багатьох, навіть не був висунутий на «Оскар».
Пізніше знявся у мюзиклі «Джамбо Біллі Роуза» (номінація на премію «Золотий глобус» за найкращу чоловічу роль — комедія або мюзикл) і «Інспектор» (обидва — 1962). На зйомках останнього він познайомився з Долорес Харт, незабаром пішла з кінематографа в римо-католицький монастир у Коннектикуті, ставши пізніше там настоятелькою. Вони стали хорошими друзями і були ними аж до його смерті.
Бойд був початковим вибором на роль Марка Антонія в «Клеопатрі», але через хворобу Елізабет Тейлор зйомки на кілька місяців були відкладені, через що йому довелося піти з проекту, а його місце зайняв Річард Бартон.
Замість «Клеопатри» він знявся в іншому історичному фільмі — «Падінні Римської імперії» (1964) з Софі Лорен і Крістофером Пламмером. Стрічка провалилася в прокаті (при бюджеті в 19 мільйонів доларів збори склали лише 4,75 мільйона). Пізніше Бойд вініл саме цю стрічку в руйнуванні його кар'єри. Також брав участь в історичних фільмах «Чингісхан» (1965) і «Біблія» (1966).
У другій половині 60-х Бойд зіграв у драмі «Оскар», науковій фантастиці «Фантастична подорож» (обидві — 1966) і вестерні «Шалако» (1968). Останні роки знімався, в основному, в європейських фільмах.
Бойд був одружений двічі: протягом трьох тижнів в 1958 році на співробітниці MCA Inc. Маріелли ді Сарцана, а потім на Елізабет Міллс, секретарі Британського художньої ради, яку він знав з 1955 року. Міллс в кінці 1950-х перебралася разом з ним у США і була його особистим помічником і секретарем протягом багатьох років, поки не вийшла за нього заміж приблизно за 10 місяців до його смерті.
Бойд помер від серцевого нападу у віці 45 років під час гри в гольф в клубі Porter Valley Country Club в Нортбрідж, Каліфорнія. Незадовго до цього він вів переговори щодо ролі старшини Сенді Янга в бойовику «Дикі гуси». Бойд був похований на кладовищі Oakwood Memorial Park Cemetery в Лос-Анджелесі.
Стівен Бойд нібито був членом Церкви саєнтологів і піднявся до класу IV в рамках організації. Він використовував методи саєнтології під час зйомок фільму в Луїзіані. Однак його похорони відбулися відповідно до протестантськими канонами, на яких він був вихований.

## Вибрана фільмографія
- 1956 — Людина, якої ніколи не було / The Man Who Never Was — Патрік О'Райлі, німецький шпигун;
- 1959 — Найкраще / The Best of Everything
- 1966 — Маки — це також квіти / The Poppy Is Also a Flower — Бенсон
- 1969 — Раби